# Public Choice
Public Choice ist eine wissenschaftliche Fachzeitschrift zu wirtschaftswissenschaftlichen Themen, besonders  Neue Politische Ökonomie und Sozialwahltheorie. Sie wird von Springer Science+Business Media  verlegt und erscheint vierteljährlich. Es wurde 1966 von Gordon Tullock gegründet.
Das Journal verortet sich selbst an der Schnittstelle zwischen Wirtschaftswissenschaften und Politikwissenschaften.

## Redaktion
Die Redaktion des Public Choice wird von William F. Shughart geführt. Ihm zur Seite stehen Peter Kurrild-Klitgaard, Peter T. Leeson und Georg S. Vanberg als assoziierte Redakteure und Christopher J. Coyne als Redakteur für Buchrezensionen. Daneben gibt es noch einen Redaktionsrat, dem zahlreiche Ökonomen und Politikwissenschaftler angehören.
Namhafte ehemalige Mitglieder der Redaktion neben dem Gründer Gordon Tullock waren Kenneth J. Arrow, Gary Becker, Peter Bernholz, Duncan Black, James M. Buchanan, Albert Breton, Anthony Downs, Richard McKelvey, William C. Mitchell, William A. Niskanen, Mancur Olson, Vincent Ostrom, Alan T. Peacock, William H. Riker, Amartya Sen, George J. Stigler und Melvin Hinich.

## Rezeption
Eine Studie der französischen Ökonomen Pierre-Phillippe Combes und Laurent Linnemer sortiert das Journal mit Rang 59 von 600 wirtschaftswissenschaftlichen Zeitschriften in die drittbeste Kategorie A ein.
Im Jahr 2014 hatte das Journal gemäß eigenen Angaben einen Impact-Faktor von 0,835.